# Фомин, Виталий Михайлович
Виталий Михайлович Фомин (20 мая 1927, д. Чёрное Речицкий район, Гомельская область — 8 апреля 2020) — советский и белорусский историк, доктор исторических наук, профессор, педагог, доцент, Заслуженный работник высшей школы БССР.

## Биография
В 1959 году окончил историко-филологический факультет Минского государственного педагогического института им. А. М. Горького. Обучался в аспирантуре МГПИ им. А. М. Горького (1960—1963). Большое влияние на формирование исторического мировоззрения оказали Н. И. Гурский, А. С. Жаков, А. И. Козлов, Г. М. Лившиц, Н. И. Петрович, А. В. Полонский, А. П. Пьянков, Ф. М. Янковский. В 1964 году защитил кандидатскую диссертацию «Руководство профсоюзов Белоруссии движением за коммунистический труд в промышленности в годы семилетки» (науч. рук. — член-корр. НАН Беларуси И. С. Кравченко).
В 1973 году защитил докторскую диссертацию «Профсоюзы Белоруссии в борьбе за технический прогресс в промышленности (1946—1971 гг.)». Доцент (1967). Профессор (1974). Служил в Советской Армии (1944—1953). Ассистент, старший преподаватель, доцент (1963—1972), заведующий кафедрой истории СССР МГПИ им. А. М. Горького (1972—1997). С 1997 года — профессор кафедры славянской истории и методологии исторической науки Белорусского государственного педагогического университета им. М. Танка. Работал главным редактором ежегодного ведомственного сборника «Вопросы истории» (1974—1985).
Заслуженный работник высшей школы БССР (1979). Подготовил трёх докторов и 25 кандидатов наук.
Скончался 8 апреля 2020 года.

## Научные интересы
История профсоюзов и рабочего класса БССР, история Белоруссии после Великой Отечественной войны, социально-экономические процессы в Белоруссии на этапе капитализма. Автор более 90 работ.

## Основные публикации
- Трудиться по-коммунистически — девиз рабочих-химиков Белоруссии. — Мн., 1965 (в соавт.);
- Профсоюзы Белоруссии в борьбе за технический прогресс в промышленности (1946—1971 гг.). — Мн., 1971;
- Гісторыя Беларусі. XX стагоддзе: Вучэб дапам. для 10—11-га кл. — Мн., 1992 (у суаўт.);
- Гісторыя Беларусі. 1917—1992 гг.: Вучэб. дапам. для 9-га кл. — Мн., 1993 (у суаўт.);
- Гісторыя Беларусі XIX—XX стст.: Вучэб. дапам. для 11-га кл. — Мн., 2001 (у суаўт.);
- Гісторыя Беларусі. 1945—2005 гг.: Вучэб. дапам. для 10-га кл. — Мн., 2006 (у суаўт.);
- Гісторыя Беларусі 1945—2002 гг.: Вучэб дапам. 2-е выд. — Мн., 2005 (у суаўт.);
- Гісторыя Беларусі перыяду капіталізму: вучэб. дапам.: У 5 ч. — Ч. 1. — Мн., 2005 (у суаўт.);
- История XIX — начало XXI в.: интегр. курс: Эксперим. учеб. пособ. для 12-го кл. — Мн., 2005 (в соавт.);
- Радыкалізацыя ліберальна-апазіыйнага руху на этапе уздыму першай Расійскай рэвалюцыі (студзень — кастрычнік 1905 г.) // Першая расійская рэвалюцыя: прычыны, ход, наступствы: Матэрыялы рэсп. навук. канф., Мінск, 27 кастр 2005 г.